# Шотландия
Шотла́ндия (на англ. и скотс Scotland «земля скоттов», на шотландском кельтском — Alba) — страна, занимающая всю северную часть Великобритании и граничащая по суше с Англией. Является автономной административно-политической частью Соединённого Королевства Великобритании и Северной Ирландии. С других сторон омывается морями Атлантического океана: Северным морем на востоке, Северным проливом и Ирландским морем на западе и юго-западе. Помимо территории на основном британском острове, Шотландии также принадлежат около 790 малых островов, большинство из которых необитаемы.
Эдинбург — столица Шотландии и второй по размерам город страны после Глазго. В XVIII веке Эдинбург стал центром Шотландского Просвещения, что позволило Шотландии стать одним из важнейших коммерческих, научных и промышленных регионов Европы. Глазго — крупнейший город страны, некогда бывший одним из лидирующих промышленных городов мира. Шотландии принадлежит часть вод Атлантического океана и, в частности, Северного моря, в которых имеются крупные нефтяные месторождения. Третий по размеру город страны — Абердин — носит прозвище «Нефтяной и энергетической столицы Европы».
В Шотландии сегодня используются главным образом три языка: это английский, основной язык Великобритании, а также шотландский германский язык (скотс) и шотландский кельтский язык (называемый также гэльским, распространён сегодня в основном в пределах Шотландского нагорья и Внешних и Внутренних гебридских островов).
Шотландское королевство — независимое государство, существовавшее с 854 по 1707 годы. В 1603 году король Шотландии Яков VI стал первым королём Англии и Ирландии из династии Стюартов. В 1706 году между королевствами Шотландии и Англии был подписан «Договор об унии», а к 1707 году парламенты обеих стран ратифицировали «Акт об унии», образовавший Королевство Великобритания, после чего Парламент Шотландии перестал заседать, а единый парламент начал заседать в Вестминстерском дворце.
Правовая система Шотландии осталась независимой от систем Англии и Уэльса и Северной Ирландии: таким образом, в стране применяется собственное частное, публичное и уголовное право. После референдума 1997 года и принятого в 1998 году Шотландского акта в 1999 году был восстановлен парламент Шотландии. 18 сентября 2014 года в стране прошёл Референдум о независимости Шотландии, по результатам которого 55,3 % голосовавших выразили желание остаться в составе Соединённого Королевства. После референдума о выходе из членства в Европейском союзе 23 июня 2016 года, когда 62 % населения Шотландии проголосовало против выхода страны из ЕС (38 % проголосовало «за»), Шотландское правительство приняло решение о проведении собственной независимой внешней и правовой политики относительно вопроса сохранения членства страны в Европейском Союзе.

## Этимология названия
Слово «Шотландия» происходит от латинского слова Scoti, обозначавшего гэлов. На поздней латыни под словом Scotia («Земля гэлов») понималась Ирландия. К XI веку под этим словом понимали часть Шотландии, находящуюся к северу от реки Форт. Современную территорию страны в Позднем Средневековье начали называть Scotland, а людей, проживающих на её территории, — Scots.
Слово Alba — так Шотландию называют на шотландском (гэльском) языке — является индоевропейским (кельтским) по происхождению и происходит от праиндоевропейского корня *h₂elbʰós «белый». Оно связано в том числе и с переносным названием Великобритании «Туманный альбион».

## География и природа

Физическая карта Шотландии

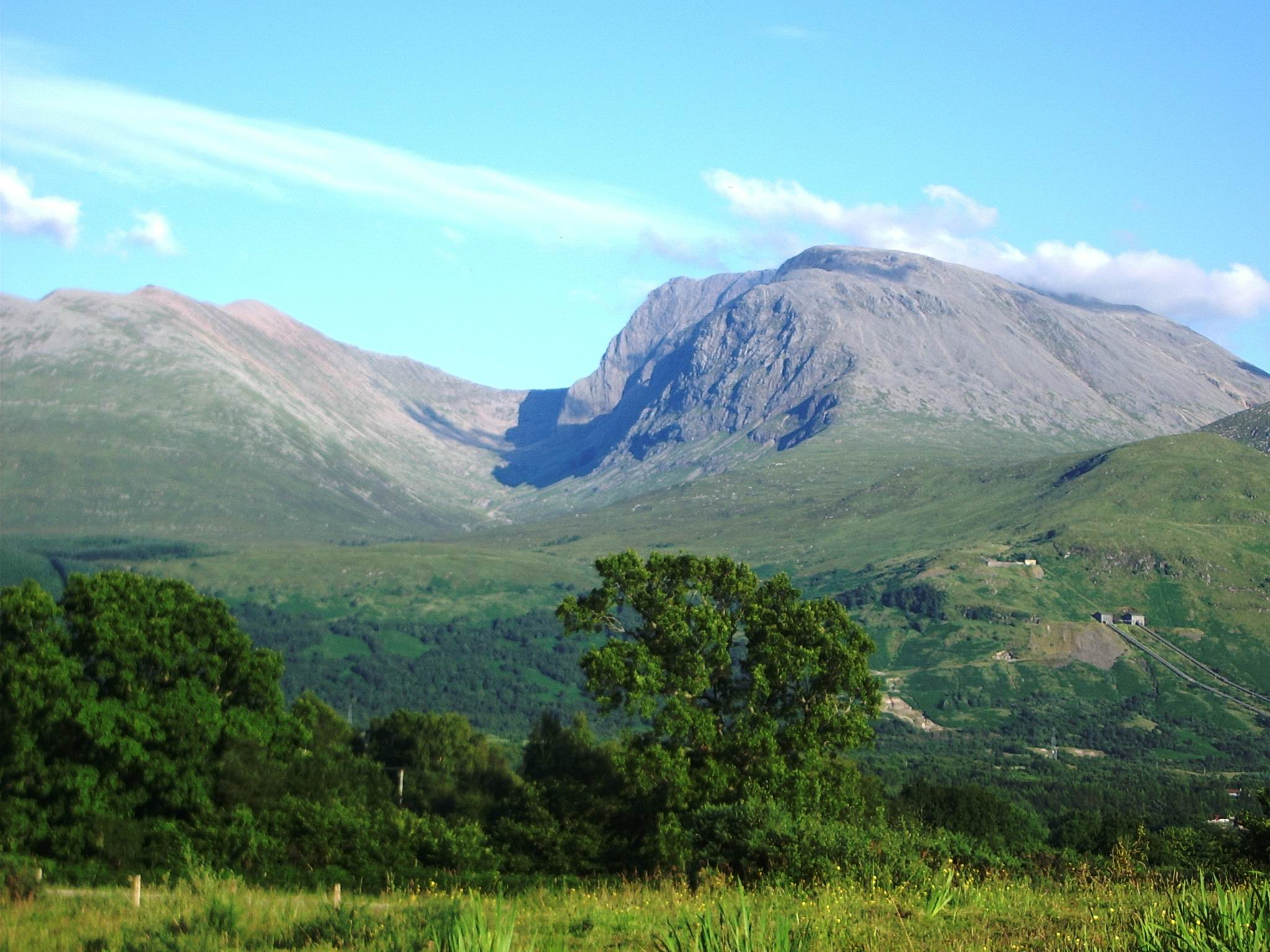
Бен-Невис — высочайшая гора Великобритании — находится в Шотландии

Территория Шотландии включает в себя северную треть острова Великобритания и прилегающие острова — Гебридские, Оркнейские и Шетлендские. Площадь Шотландии — 78 772 км², протяжённость береговой линии — 9 911 км. На юге граничит с Англией. Протяжённость границы от залива Солуэй-Ферт на западе до реки Туид на востоке — около 96 км. В 30 км к юго-западу от побережья расположен остров Ирландия, в 400 км к северо-востоку — Норвегия, к северу от Шотландии лежат Фарерские острова и Исландия.
Западный берег Шотландии омывает Атлантический океан, восточный — Северное море. Западное и восточное морские побережья Шотландии соединены Каледонским каналом, частью которого является известное озеро Лох-Несс.
Несмотря на весьма значительную площадь и большое количество нетронутых человеком мест, в Шотландии всего два национальных парка: Лох-Ломонд и Троссахс (площадь — 1865 км², образован в 2002 году) и Кернгормс (площадь — 4528 км², образован в 2003 году).

### Климат

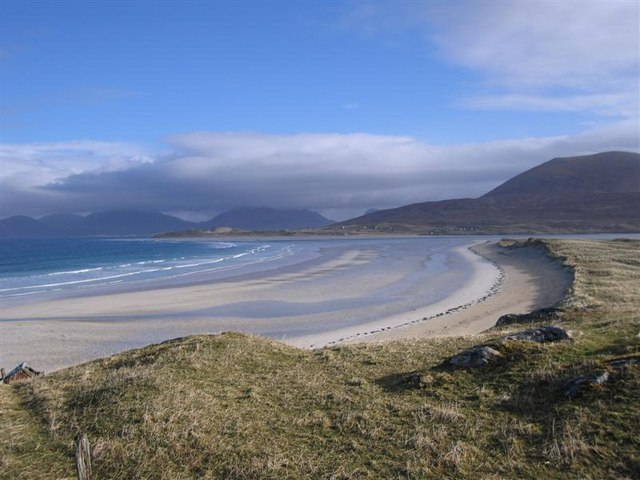
Побережье Шотландии

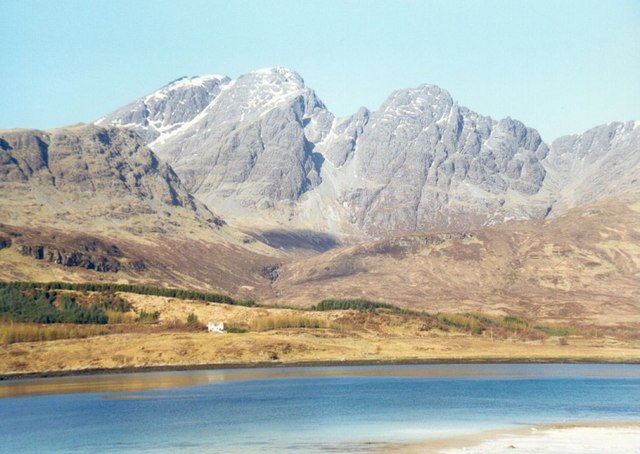
Вид острова Скай, входящего в состав Шотландии

Климат умеренный океанический. Благодаря тёплому атлантическому течению Гольфстрим температуры в Шотландии выше, чем в странах, пролегающих на той же параллели (чем, например, в Норвегии), но ниже, чем в других регионах Великобритании. Из-за неравномерного рельефа поверхности погода отличается крайней неустойчивостью. В самые холодные месяцы года — январь и февраль — средний температурный максимум составляет 5—7 °C. В самые тёплые месяцы — июле и августе — 19 °C. Среднегодовое количество осадков колеблется от 3000 мм на севере до 800 мм на юге. Шотландии, как и всей Британии, свойственны юго-западный ветер и частые штормы на побережье и островах.

### Флора и фауна
Животный мир Шотландии является типичным для северо-западной части Палеарктической экозоны, с некоторыми исключениями. В умеренном климате Шотландии в настоящее время встречаются 62 вида диких млекопитающих (в том числе: популяция диких лесных кошек, значительное количество длинномордых тюленей и тюленей обыкновенных, а также — самая северная колония дельфинов-афалин), около 250 видов птиц (таких, как тетерев-косач и белая (шотландская) куропатка, северная олуша, беркут, шотландский клёст, орланы и скопы).
Моря Шотландии являются наиболее биологически продуктивными в мире, по имеющимся оценкам общее число морских видов в них достигает 40 тыс.. Холмы Дарвина — одна из важных зон глубоководных холодноводных коралловых рифов — была открыта в 1998 году.
В водах шотландских рек насчитывается около 400 генетически отличных популяций атлантического лосося. В пресных водах отмечается 42 вида рыб, из которых половина появилась в результате естественной колонизации, другая половина — в результате интродуцирования человеком.
Четыре вида рептилий и шесть видов амфибий являются коренными для Шотландии.
Кроме того, насчитывается 14 тыс. видов беспозвоночных (в том числе редких видов пчёл и бабочек), так или иначе подпадающих под действие актов по защите окружающей среды.
Агентства по охране окружающей среды обеспокоены также той угрозой для большей части фауны Шотландии, которая возникает из-за изменений климата.

### Геология
Горные породы Шотландии представлены в основном отложениями силурийского, каменноугольного и триасового периодов. Среди ископаемых животных преобладают амфибии и беспозвоночные.
Шотландия обладает очень большим разнообразием геологии для региона её размеров, что обуславливается сложным тектогенезом. Так, в силурийский период территория нынешней Шотландии входила в состав материка Лаврентия. На юге, отделённый от Лаврентии океаном Япета, находился континент Балтика. Эти два континента, постепенно столкнувшись, присоединили Шотландию к территории, которая впоследствии стала Англией и Европой. Это событие известно в геологической истории как Каледонская складчатость. Северо-Шотландский разлом отмечает место объединения континентов.

## Национальные символы
- Апостол Андрей считается покровителем Шотландии. Согласно легенде, его мощи были перенесены в VIII веке из Константинополя в шотландский город Сент-Эндрюс. Изображения апостола, а также X-образного креста, на котором он, по преданию, был распят, служат символами Шотландии.
- Великая хайлендская волынка — национальный музыкальный инструмент, неофициальный символ Шотландии.
- Герб и королевский штандарт изображают красного геральдического льва на золотом поле в окружении красной двойной каймы, проросшей лилиями.
- Гимн Шотландии, «Flower of Scotland».
- Единорог традиционно входил во многие исторические шотландские гербы (часто в виде щитодержателя).
- Тартан — ткань с орнаментом из горизонтальных и вертикальных полос. Из ткани с таким орнаментом шьют национальную одежду Шотландии и в частности килты, в России её называют «шотландка». Рисунок тартана закреплён за тем или иным кланом или семейством, воинским подразделением или организацией.
- Флаг Шотландии представляет собой изображение белого Андреевского креста на небесно-синем полотнище.
- Цветок чертополоха является полуофициальным национальным символом Шотландии и изображается, в частности, на денежных знаках. Согласно преданию, в XIII веке прибрежные поселения скоттов страдали от набегов викингов. Однажды удалось избежать неожиданного ночного нападения благодаря тому, что викинги босиком зашли в заросли шотландского чертополоха, чем выдали себя.

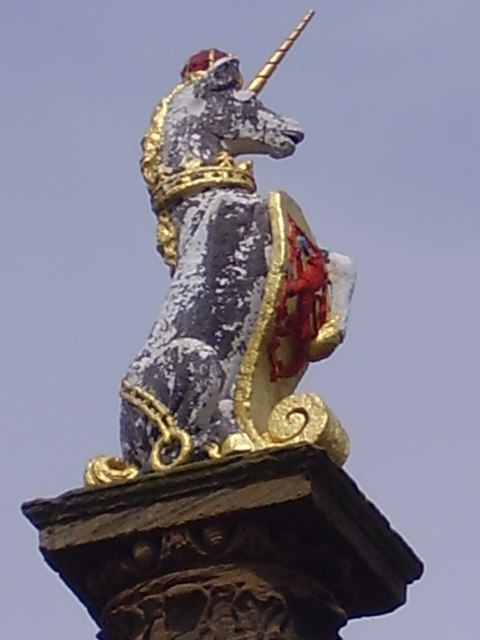
Традиционная скульптура единорога поверх колонны на торговой площади
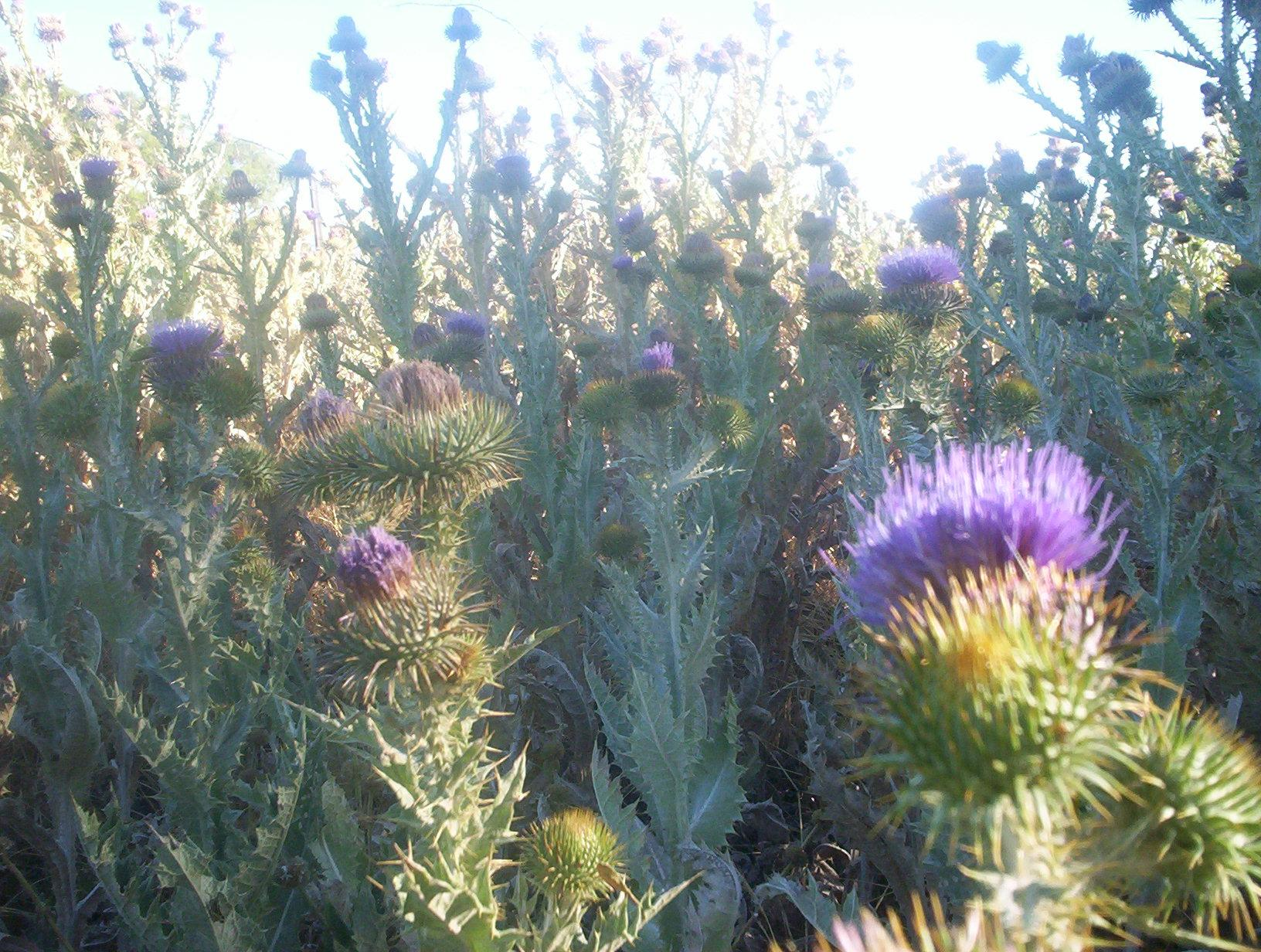
Цветок чертополоха, традиционный символ Шотландии
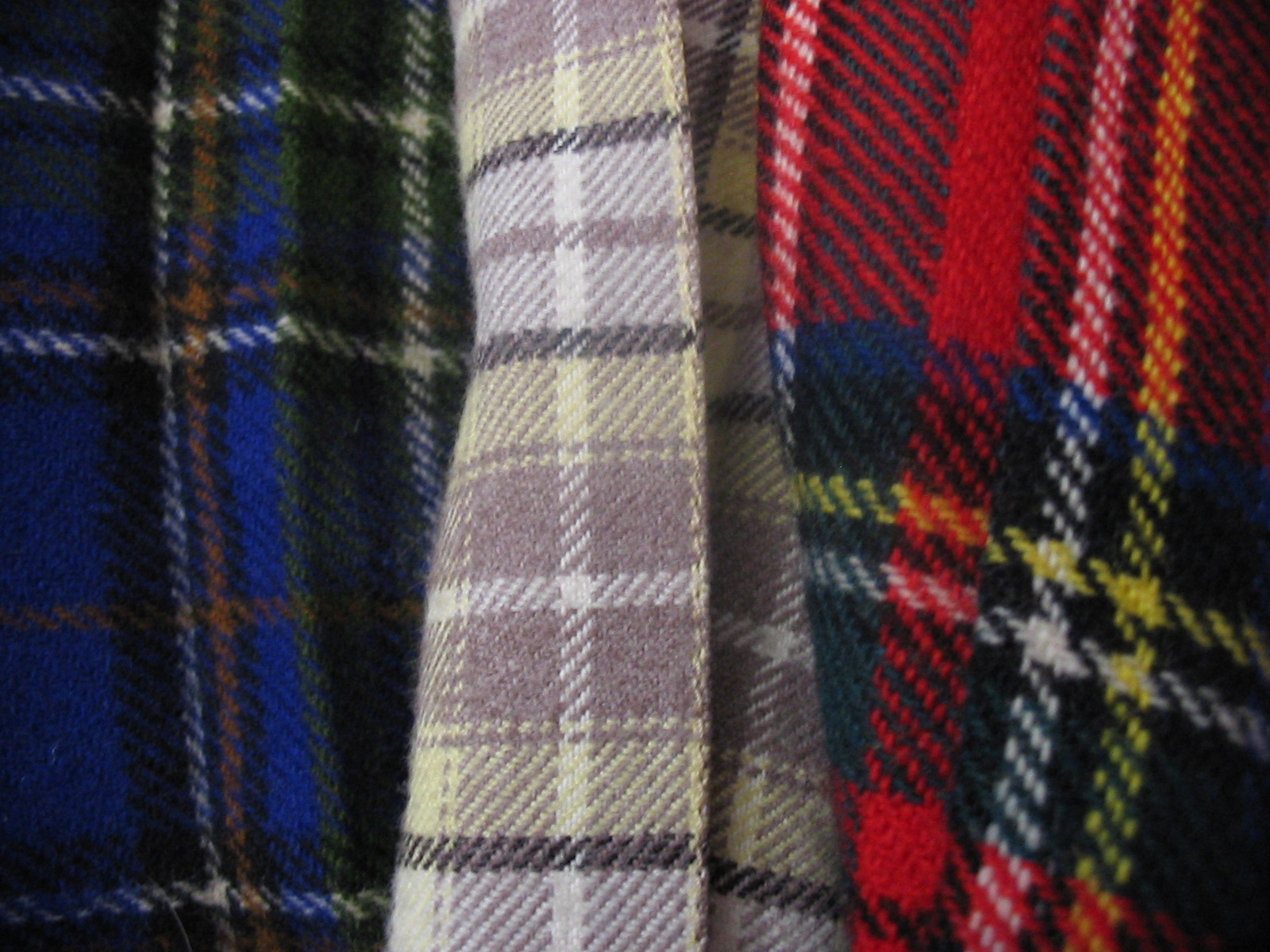
Тартаны трёх расцветок
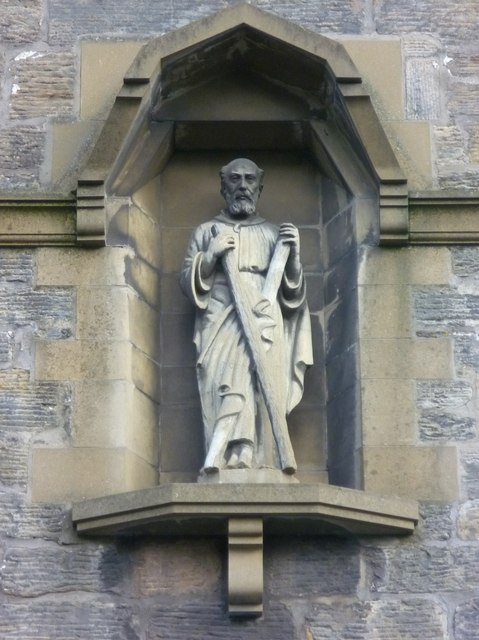
Статуя святого Андрея в Сент-Эндрусе

## История

### Ранняя история
Учёные полагают, что первые люди появились в Шотландии приблизительно 13 тыс. лет назад по мере окончания Последней ледниковой эпохи. Первые здания появились приблизительно 9500 лет назад, а постоянные поселения — 6000 лет назад. К ним относится одно из хорошо сохранившихся поселений эпохи неолита — Скара-Брей, находящееся на Оркнейских островах. Другие памятники эпохи встречаются на Внешних Гебридских и Шетландских островах, это объясняется небольшим количеством растительности, что вынуждало древних жителей строить свои дома из камня.

### Римское влияние
Письменная история Шотландии начинается с римского завоевания Британии, когда были завоёваны, получили статус римских провинций и стали именоваться Британией территории современной Англии и Уэльса. Часть южной Шотландии была на недолгое время взята под непрямой контроль Рима. К северу лежали земли, свободные от римского завоевания, — Каледония, населённая пиктскими и гэльскими племенами. Согласно римскому историку Тациту, каледонцы начали «полномасштабное вооружённое сопротивление», нападая на римские легионы. Во время одного из ночных рейдов был разгромлен IX Испанский легион, спасённый от полного уничтожения кавалерийской атакой Гнея Юлия Агриколы.
В 83—84 годах н. э. Агрикола разбил каледонцев в Битве у Граупийских гор. Согласно Тациту, перед битвой вождь каледонцев Калгак обратился к своим воинам с речью, в которой назвал их «людьми, не знающими оков рабства». После победы римляне построили цепь фортов Гаск-Ридж, однако через три года отошли на Южно-Шотландскую возвышенность.
Чтобы защитить территорию Британии, в 122—126 годы римляне построили Вал Адриана, который стал северной границей Империи. Позже, в 144—146 годах, ещё севернее — на Среднешотландской низменности — был построен Вал Антонина, который был оставлен в 208 году по приказу императора Септимия Севера.
Хотя значительная часть Шотландии находилась под римским контролем всего около 40 лет, это оказало серьёзное влияние на южную часть страны, населённую вотадинами и дамнониями. Валлийское название Yr Hen Ogledd (дословно — «Древний Север») использовалось для наименования королевств, образовавшихся на территории Северной Англии и Южной Шотландии после ухода римлян. Согласно записям IX и X веков, приблизительно в IX веке на территории Западной Шотландии было основано гэльское королевство Дал Риада.

### Средневековье
Крупнейшим среди пиктских королевств было Фортриу, которое было известно как Alba или Scotland. Пикты несколько раз достигали наивысшего расцвета: после Битвы при Нехтансмере во время правления Бруде III (671—693) и во время правления Энгуса I.
Годом основания Шотландского королевства традиционно считается 843, когда Кеннет Макальпин был коронован на престол объединённого королевства скоттов и пиктов. Объединение племен удалось завершить лишь к 854г., когда Кеннет перенес столицу нового королевства в город пиктов Скун.
В течение следующих столетий Шотландское королевство расширилось примерно до границ современной Шотландии. Во время правления Давида I Шотландия стала феодальной, в ней последовала реорганизация управления и введена система бургов.
В этот период на территорию страны переселяются французские и англо-французские рыцари и церковники. Из-за этого восточные и юго-восточные территории королевства стали англоговорящими, в то время как вся остальная страна говорила на гэльском, а Оркнейские и Шетландские острова говорили на норвежском и оставались под контролем норвежского Королевства Островов до 1468 года. Между XII и XIV веками Шотландия входит в относительно спокойный период, во время которого были мирные отношения с Англией, развивались торговые связи с Континентом, а некоторые учёные, такие как Иоанн Дунс Скот, имели влияние далеко за пределами страны.

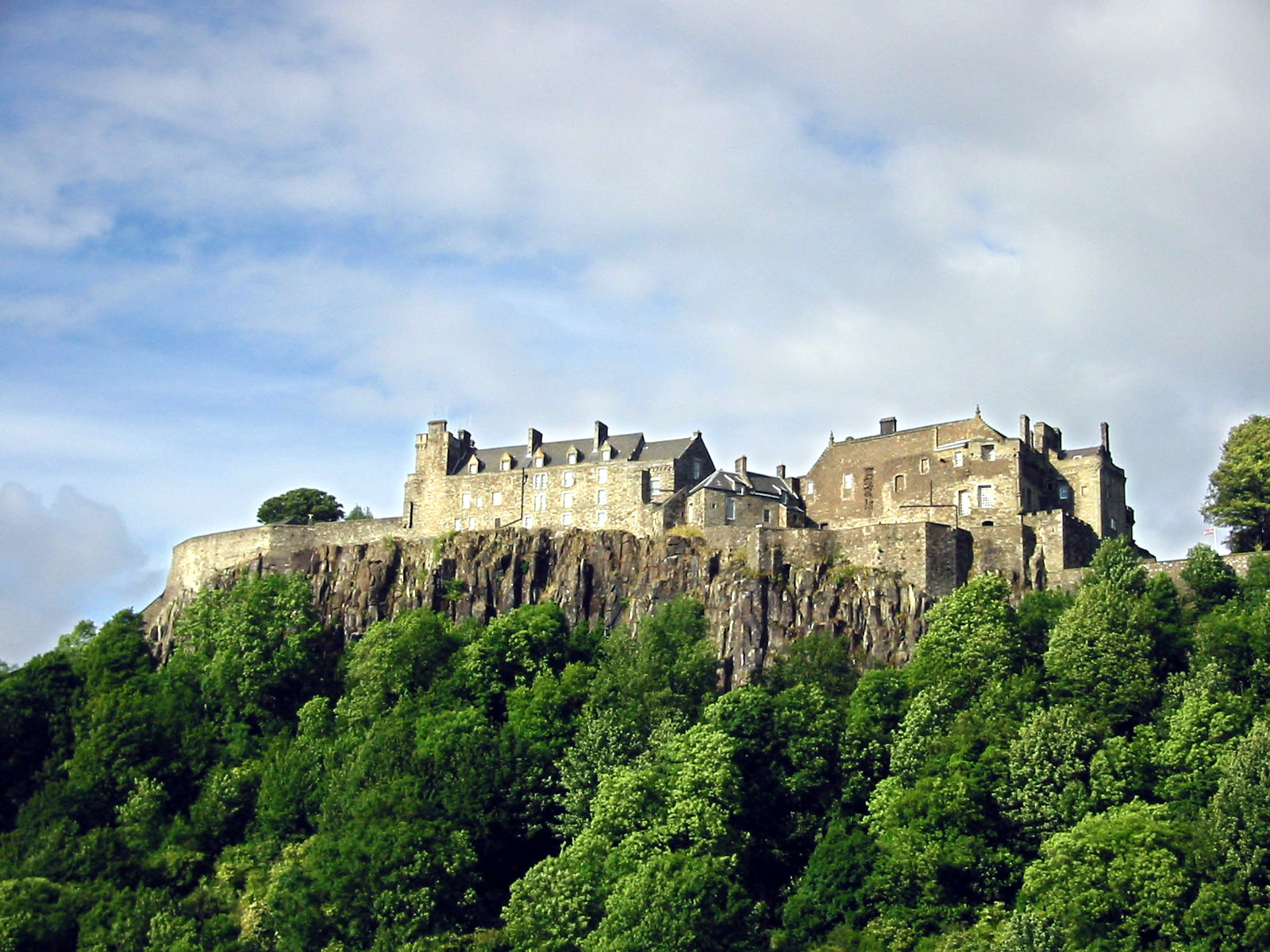
Замок Стерлинг

Конец XIII века стал для Шотландии сложным испытанием. После смерти в 1286 году короля Александра III не осталось прямых наследников мужского пола и королевой была объявлена Маргарет — внучка Александра III, рождённая его дочерью, вышедшей замуж за короля Норвегии Эйрика II. Король Англии Эдуард I попытался вновь обрести контроль над Шотландией и настоял на заключении брака между его сыном, будущим королём Эдуардом II и королевой Маргарет, несмотря на её малый возраст. Тем не менее ни свадьбы, ни даже коронации Маргарет не состоялось: по дороге она простудилась и, не достигнув шотландской земли, умерла на Оркнейских островах.
Так как прямая ветвь пресеклась, в 1290 году претензии на престол страны выдвинуло сразу несколько кандидатов, в том числе Иоанн Баллиол, внук старшей дочери Давида Хантингдонского, брата королей Малькольма IV и Вильгельма I Льва, и Роберт Брюс, 5-й лорд Аннандейла, сын средней дочери Давида. Одним из претендентов был и Эдуард I, являвшийся потомком Матильды Шотландской. Но английский король, понимая свои невысокие шансы на избрание, предпочёл возглавить суд для рассмотрения «Великой Тяжбы». В 1292 году Эдуард I вынес решение в пользу Иоанна Баллиола, и 30 ноября 1292 года Иоанн был коронован королём Шотландии. В качестве благодарности за поддержку Иоанн I Баллиол признал сюзеренитет Англии.
Несмотря на коронацию, права Иоанна на престол отказалась признать часть шотландских баронов во главе с Робертом Брюсом, лордом Аннандейла. А Эдуард I начал обращаться с Шотландией как с вассальной территорией, вынуждая Иоанна выступать в английских судах в качестве ответчика по шотландским искам и размещая английские гарнизоны в шотландских крепостях. В целях ослабления зависимости от Англии Иоанн Баллиол в 1295 году возобновил союз с Францией и Норвегией, известный как Старый союз, и открыто выступил против Эдуарда I.
В ответ на эти действия Эдуард I объявил Иоанна I Баллиола мятежным вассалом. В 1296 году английская армия вторглась на территорию Шотландии и наголову разбила шотландцев в битве при Спотсмуре и относительно легко завоевала всю страну. Иоанн был пленён и подписал 10 июля 1296 года отречение от престола Шотландии, он был лишён рыцарского достоинства и гербов — от этого его последующие прозвище «Пустой плащ». На правах сюзерена отказавшегося от лена вассала, Эдуард I объявил себя королём Шотландии, в результате чего страна потеряла независимость.
Режим, установленный английскими властями, был столь жесток что уже в 1297 году шотландцы подняли восстание, которое возглавили Уильям Уоллес и Эндрю де Морей, английская армия в битве на Стерлингском мосту была разгромлена. Эндрю де Морей получил в этой битве сильные ранения и скоро скончался. Шотландия была освобождена от английских войск, а Уильям Уоллес был избран Хранителем Шотландии.
Эдуард I был взбешён сопротивлением шотландцев, следующее вторжение возглавил лично и в 1298 году в Фолкеркской битве разбил шотландцев. Уильям Уоллес был вынужден бежать и скрываться. Позднее, в 1305 году, был предан шотландским рыцарем Джоном де Ментейсом, арестован англичанами, обвинён в государственной измене, которую не признал, так как не считал английского короля своим королём и 23 августа казнён в Лондоне. Его тело было разрублено на части, которые были выставлены в крупнейших городах Шотландии.
После Фолкеркской битвы сопротивление возглавили потомки претендентов на престол Шотландии во время «Великой Тяжбы» Рыжий Комин и будущий король Роберт I Брюс, остававшиеся соперниками в стремлении завладеть престолом Шотландии. Брюс устранил соперника, убив его в церкви во время встречи, и взошёл на престол как король Роберт I 25 марта 1306 года. После длительной и напряжённой войны он одержал окончательную победу над англичанами в битве при Бэннокберне в 1314 году. Войска английского короля Эдуарда II были разбиты, а сам король бежал и не слезал с коня до самой английской границы. После смерти Роберта I Брюса началась Вторая война за независимость Шотландии (1332—1357), в ходе неё Эдуард Баллиол, поддержанный королём Англии Эдуардом III, оспаривал трон у наследников Роберта I Брюса.
В процессе длительной и изнурительной войны сын Роберта I Давид II сумел отстоять свои права на престол, но умер он бездетным, и поэтому после его смерти Роберт Стюарт III, как его ближайший наследник, был 26 марта 1371 года коронован в Сконе как король Роберт II. Начался более чем трёхсотлетний период правления династии Стюартов.
К концу Средневековья Шотландия была разделена на две культурные зоны: равнины, жители которых говорили на англо-шотландском языке, и горную Шотландию, население которой пользовалось гаэльским. Галовейский гаэльский диалект сохранялся, возможно, вплоть до XVIII века в удалённых частях юго-запада страны, входивших в графство Галлоуэй. Исторически равнинная Шотландия в культурном плане была более близка к Европе. В горной же Шотландии сформировалась одна из отличительных черт региона — шотландская клановая система.
Этот период также характеризовался расцветом франко-шотландских отношений. На службе короля Франции Карла VII находился наёмный полк Шотландской гвардии (фр. Garde Écossaise), которые, в частности, сражались против англичан на стороне Жанны д’Арк во время Столетней войны. В марте 1421 года франко-шотландская армия под командованием Джона Стюарта и Гилберта де Лафайета разбили английскую армию в битве при Боже. Спустя три года в битве при Вернёе победившей стороной была уже Англия; Джон Стюарт, как и ещё от 6 до 7 тыс. солдат, погибли.

### Раннее Новое время

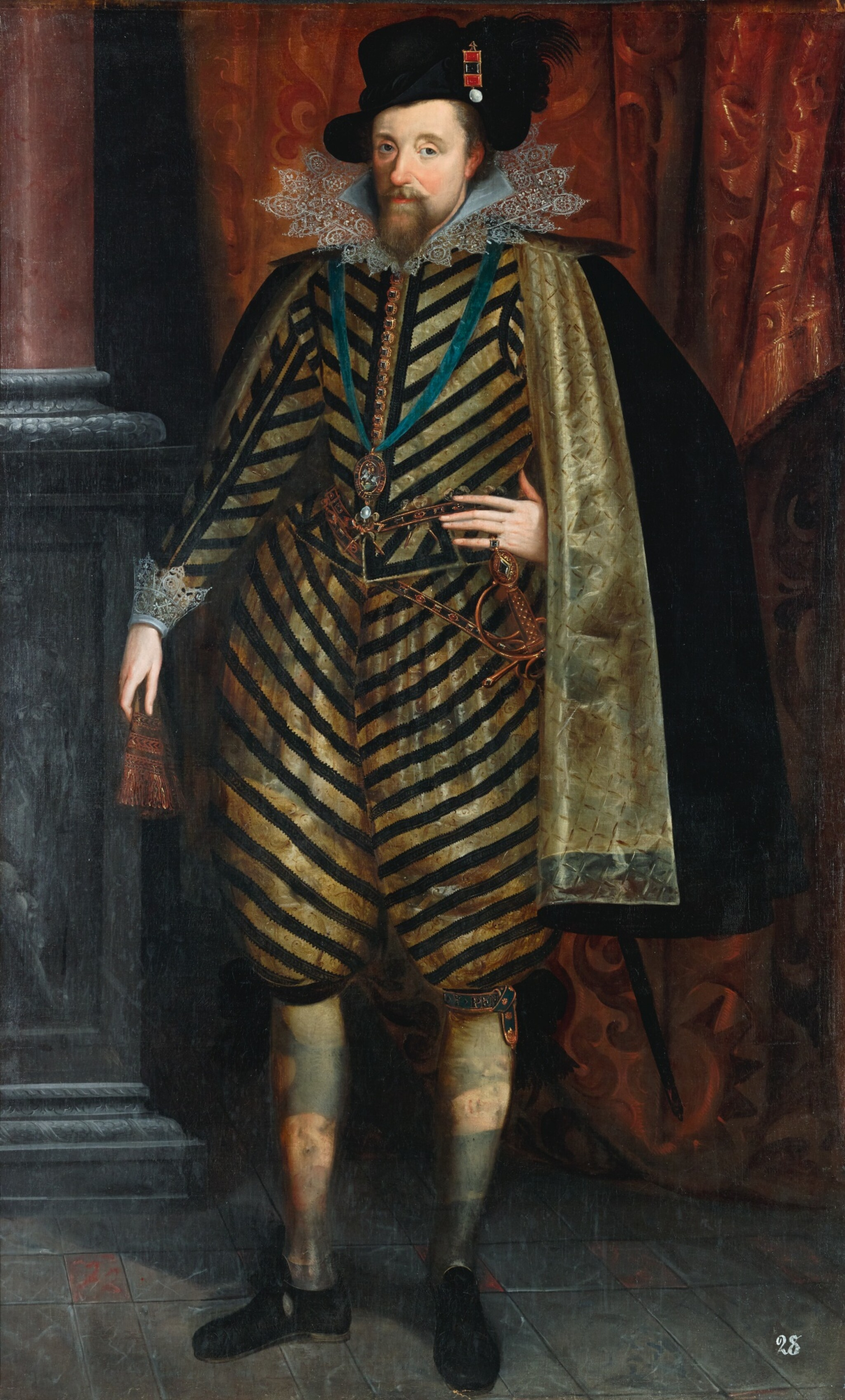
Яков VI

В 1502 году король Шотландии Яков IV и король Англии Генрих VII подписали Договор о вечном мире , а Яков IV женился на Маргарите Тюдор. Этот брак позволил Генриху укрепить легитимность своей династии. Однако десять лет спустя Яков решил нарушить Вечный мир и при поддержке Франции объявил войну Англии. 9 сентября 1513 года Яков погибает в битве при Флоддене, становясь последним шотландским монархом, погибшим в бою. 6 июля 1560 года был подписан Эдинбургский договор, закончивший практически трёхсотлетнее противостояние Англии и Шотландии. В том же году под влиянием Джона Нокса шотландский парламент провозгласил запрещение католицизма и принятие протестантства как государственной религии Шотландии.
В 1603 году король Шотландии Яков VI унаследовал английский престол и стал королём Англии Яковом I. За исключением периода существования Содружества, Шотландия оставалась отдельным государством, но вместе с тем имели место значительные конфликты между монархом и шотландскими пресвитерианами по поводу формы церковного управления. После Славной революции и свержения католика Якова VII Вильгельмом III и Марией II,
Шотландия в течение короткого времени угрожала избрать собственного монарха-протестанта, но, под угрозой разрыва Англией торговых и транспортных связей, шотландский парламент совместно с английским подписал союзный договор, ратифицированный к 1707-му году в обеих странах принятием соответствующих «Актов об унии». В результате политического объединения было образовано королевство Великобритания.

### XVIII век
В начале 18-го века Шотландия была одной из беднейших стран Западной Европы.
Перепись Александра Вебстера в 1755 году показала, что большинство населения Шотландии (горцы) живёт к северу от реки Тей. К концу XVIII века доля горцев в населении Шотландии сократилась до 4 %.
После объединения с Англией и отмены таможенных тарифов в Шотландии стала процветать торговля, в особенности с колониальной Америкой. В особенности процветали торговцы табаком из Глазго, которые носили название Лордов табака. До начала Войны за независимость США в 1776 году Глазго был крупнейшим табачным портом в мире. В то же время неравенство между жителями равнин и гор продолжало усиливаться.
Во время последней попытки восстановления династии Стюартов на престоле (1745—1746) вождём восставших был Карл-Эдуард, известный также как «Красавчик принц Чарли» или «Молодой Претендент». В июле 1745 года принц высадился в Эрискее, в Шотландии, поднял знамя отца и начал якобитское восстание. Претендента поддержали в основном представители горных кланов Шотландии. Быстро взяв без боя столицу Шотландии Эдинбург, Чарльз 21 сентября разбил при Престонпанс единственную правительственную армию, находившуюся в Шотландии, и двинулся на юг в Англию во главе армии из 6000 человек. Заняв Карлайл и дойдя до Дербишира, принц по требованию советников повернул назад, в Шотландию, так как в Англии якобитское движение массовой поддержки не вызвало.

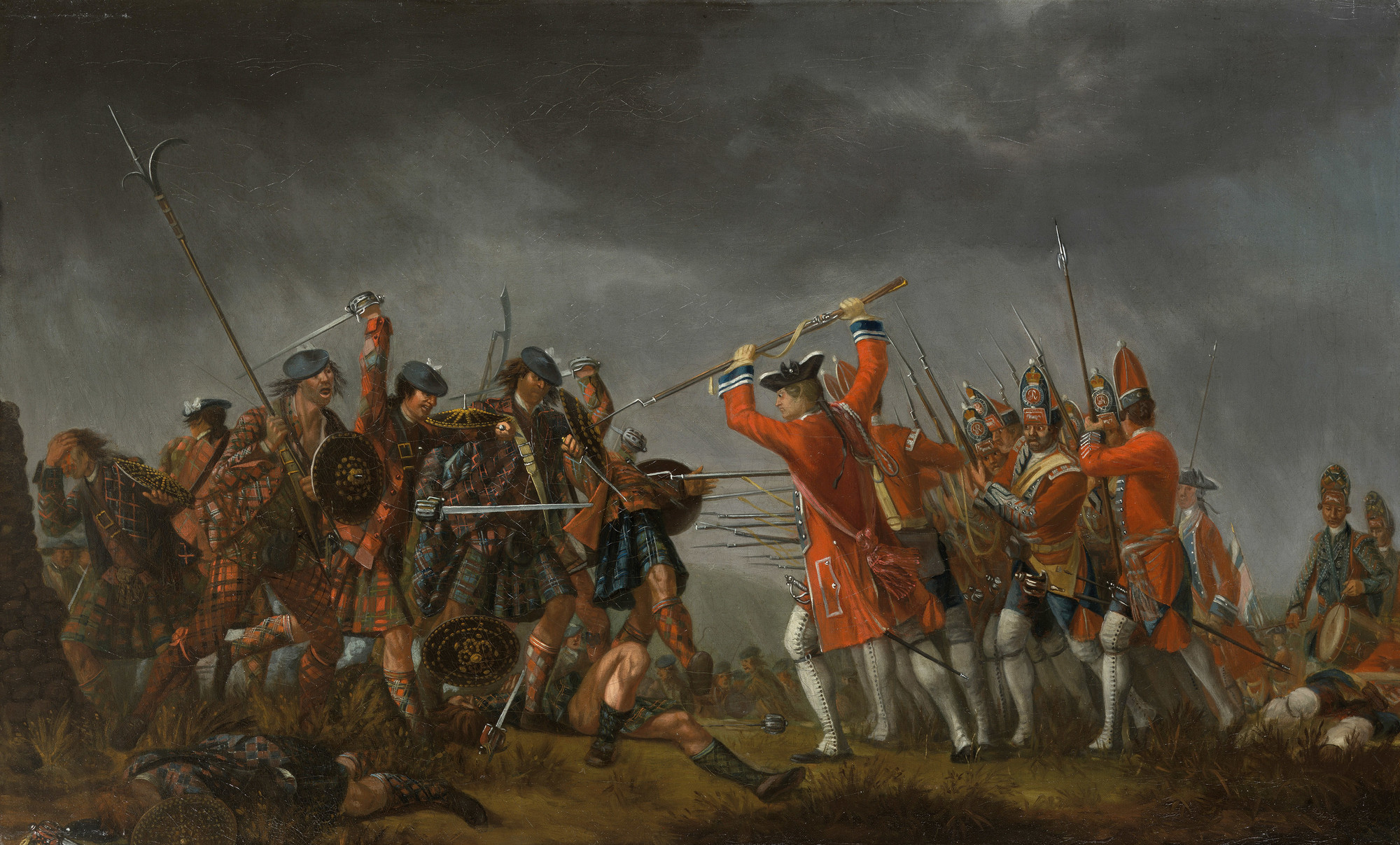
Д. Морье. Битва при Каллодене

Против него была отправлена английская армия во главе с сыном короля Вильямом Августом, герцогом Кумберлендским, которого Георг II отозвал с поля европейских сражений Войны за австрийское наследство. 16 апреля 1746 года армии встретились в сражении при Каллодене, в трёх милях к востоку от Инвернесса, в северной Шотландии. На открытой местности армия якобитов оказалась беззащитной перед мощным артиллерийским огнём Кумберленда и вскоре была рассеяна; советник принца лорд Джордж Мюррей сумел отвести остаток армии в боевой готовности в Рутвен, собираясь продолжать войну, но Карл, считая, что его предали, решил оставить восставших. Битва при Каллодене стала последним сражением на территории острова Великобритания.
После принятия «Акта об унии», Шотландского Просвещения и промышленной революции страна стала мощным европейским коммерческим, научным и индустриальным центром. Шотландия во многом занимала уникальное положение в Соединённом Королевстве, что связано с историей её объединения с Англией и участием в работе общегосударственного парламента при сохранении отдельной административной, правовой и судебной системы. Поскольку административные и политические системы двух стран оставались отличными, то в Шотландии создавался надёжный базис сохранения национально-направленных сил на протяжении последующего столетия.

### XIX век
В 1832 году была проведена избирательная реформа, увеличившая количество членов парламента и количество допускавшихся к голосованию граждан. В середине XIX века в стране начали учащаться призывы к автономии, из-за этого был восстановлен пост министра по делам Шотландии.

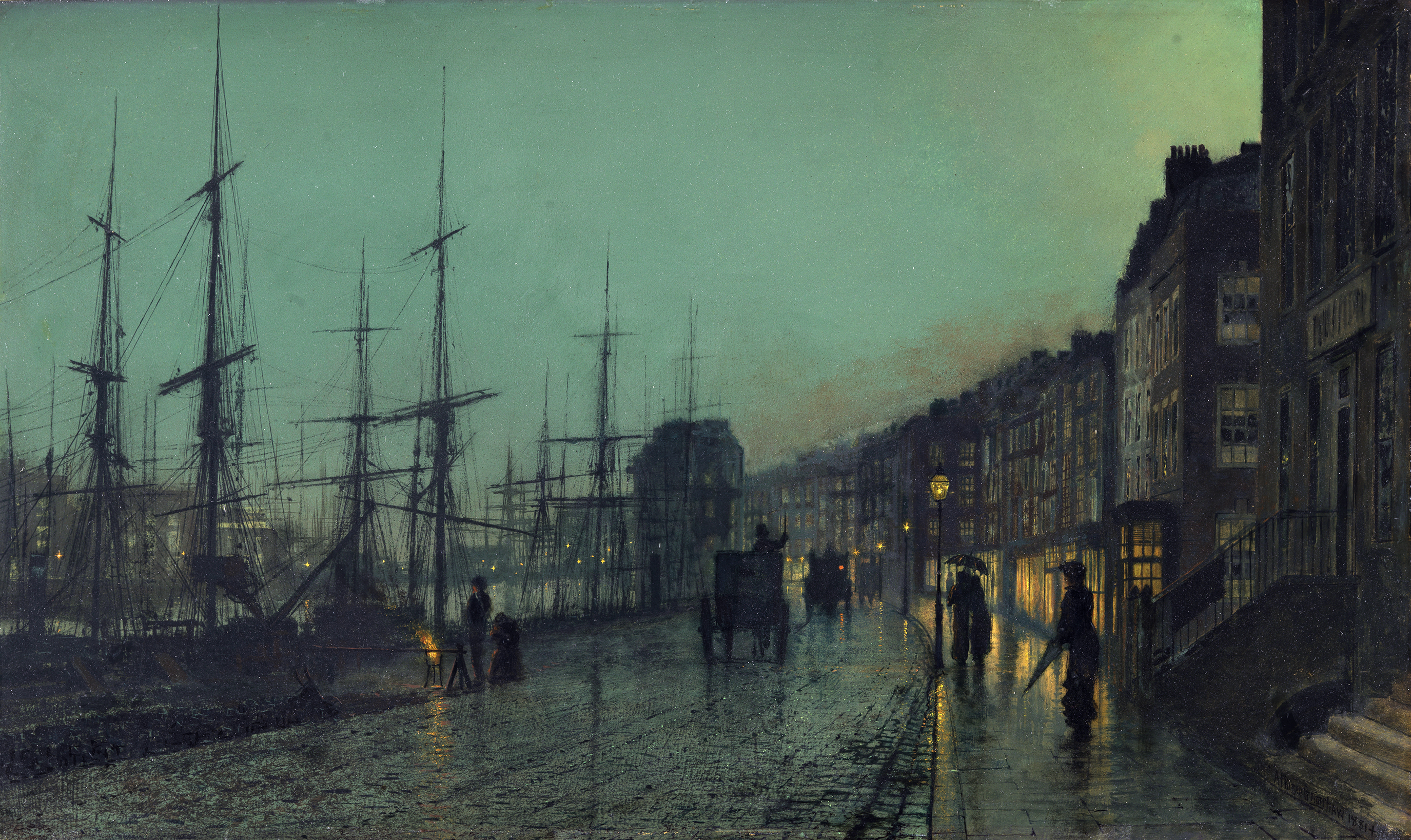
Э. Гримшоу. Суда на Клайде (1881)

Глазго стал одним из крупнейших городов мира и носил название «Второго города Империи» после Лондона. После 1860-х годов важную роль стали играть верфи на реке Клайд, где начали производить суда на паровой тяге как для торгового так и для военного флотов. Таким образом, регион стал одним из мировых центров судостроения. Хотя развитие промышленности создавало рабочие места и обогащало людей, начали накапливаться социальные проблемы: нехватка жилья и отставание медицины привели к снижению качества жизни и увеличению смертности.
Считается, что Шотландское просвещение завершилось к концу XVIII века, однако шотландские учёные и писатели продолжили играть большую роль в мировой науке и литературе и в XIX веке. Шотландские физики Джеймс Максвелл и Уильям Томсон, изобретатели Джеймс Ватт и Уильям Мёрдок внесли большой вклад в развитие техники эпохи Промышленной революции. Из наиболее знаменитых поэтов и писателей эпохи можно назвать Вальтера Скотта, Артура Конан Дойла, Роберта Льюиса Стивенсона, Джеймса Мэтью Барри и Джорджа Макдональда. Школа Глазго, появившаяся в XIX веке и пережившая свой расцвет в начале XX-го, занимала важное место в движениях Кельтского Возрождения, движении искусств и ремёсел и японизма, одним из знаменитых представителей Школы Глазго был Чарльз Ренни Макинтош.
В XIX веке начала набирать популярность культура Северо-Шотландского нагорья. Благодаря популярности Оссиана Джеймса Макферсона и романов Вальтера Скотта, по всей Европе в моду вошли килт и тартан. Несмотря на это, население нагорья оставалось бедным. Многие жители этого региона переселились в крупные города или уехали в Англию, Канаду, Америку и Австралию. Население Шотландии росло на протяжении всего века: по переписи 1801 года 2,889 млн человек, а в 1901 — уже 4,472. Даже несмотря на развитие промышленности, рабочих мест всё равно не хватало, из-за чего с 1841 по 1934 годы около 2 миллионов шотландцев иммигрировало в Америку и Австралию и около 750 тысяч — в Англию.
Индустриализация и урбанизация ослабили систему приходских школ. С 1830 года государство стало давать гранты на постройку школ, а с 1846 — напрямую их спонсировало. В 1872 году в Шотландии перешли на систему с бесплатными школами, финансировавшимися государством, существовавшую в Англии.

### XX век

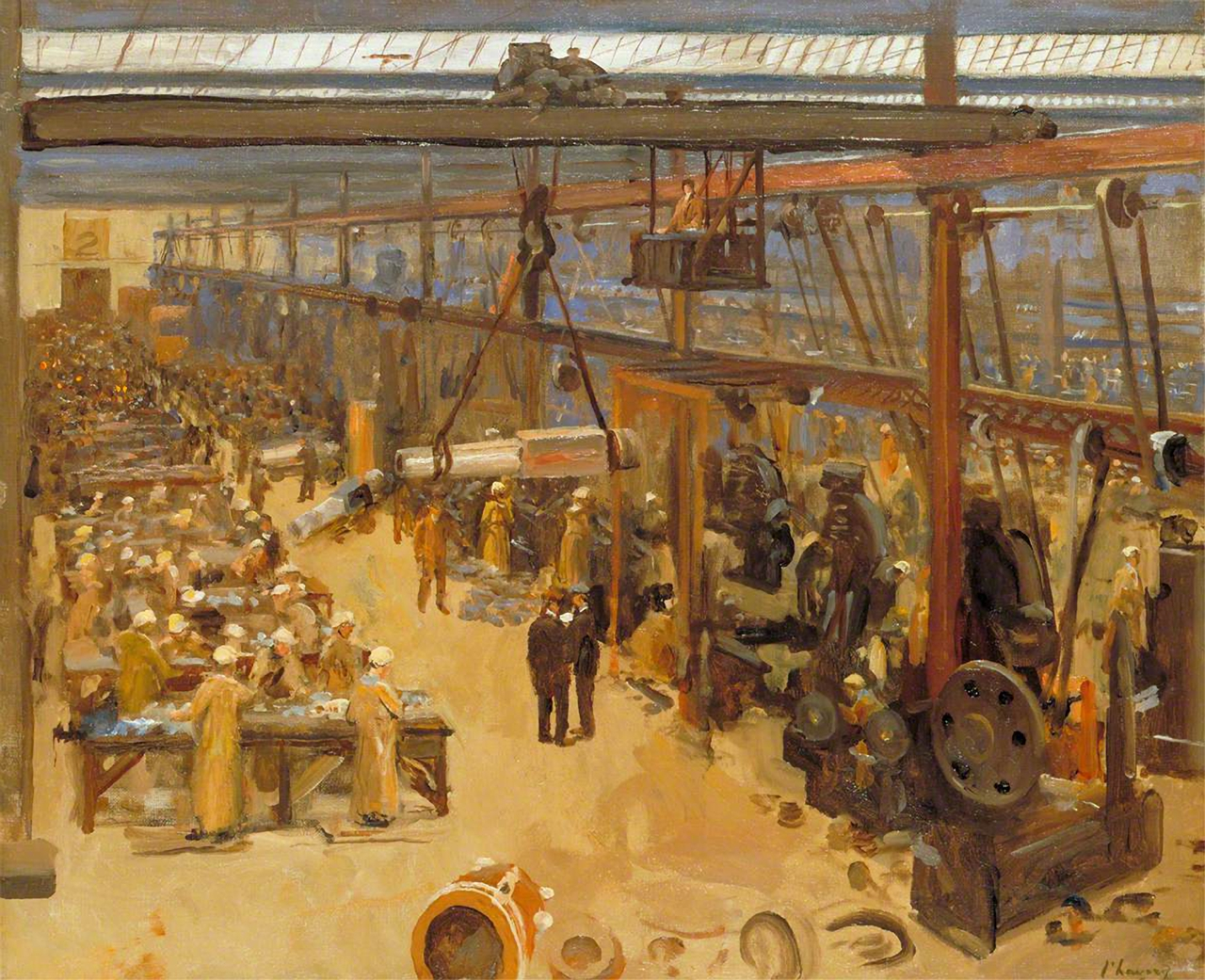
Цех судорверфи на р. Клайд (худ. Дж. Лавери, 1856—1941)

Шотландия сыграла важную роль в действиях Великобритании в Первой мировой войне, предоставляя живую силу, корабли, оборудование, рыбные ресурсы и деньги.. Около полумиллиона шотландцев отправились на войну, приблизительно четверть из них погибла, а 150 тыс. были серьёзно ранены. Дуглас Хейг, шотландец по происхождению, был главнокомандующим Британскими экспедиционными силами во Франции. Во время Второй мировой войны, северные бухты в Шотландии являлись одной из баз Великобритании, откуда в Мурманск уходили арктические конвои с военными материалами для СССР.
В послевоенные годы последовал период экономической стагнации как городов так и аграрных регионов страны, выросла безработица. Несмотря на бомбардировки Люфтваффе, в начале Второй мировой войны экономика Шотландии вновь пошла на подъём. Роберт Уотсон-Уотт изобрёл радар, который поспособствовал победе в битве за Британию.
В связи с усилением международной конкуренции и неэффективной промышленности, после войны Шотландия испытала резкий спад производства, но в последние десятилетия происходит культурное и экономическое возрождение региона за счёт развития сферы финансовых операций, производства электроники и нефте- и газодобывающего сектора. Шотландия на протяжении длительного времени рассматривалась центральным правительством, как регион с низким промышленным потенциалом и замедленным развитием, что было связано с падением значения ряда старых отраслей, например угольной, текстильной отрасли, кораблестроения. Большое значение для Шотландии в переориентации экономики сыграли иностранные инвестиции в основном североамериканских и японских компаний.
В 1999 году были проведены выборы в Парламент Шотландии, учреждение которого было закреплено в Акте о Шотландии от 1998 года.

### XXI век
18 сентября 2014 года прошёл референдум о независимости Шотландии. За независимость высказалось 44,7 % проголосовавших, против — 55,3 %. Явка составила 84,59 %. После общебританского референдума о выходе из членства в Европейском союзе 23 июня 2016 года, в котором население Шотландии проголосовало 62 % — «против» и 38 % — «за» выход из ЕС, политики и аналитики всех уровней отмечали, что проведение нового референдума о независимости является «высоко вероятным», а уже в начале 2017 года правительство Шотландии начало подготовку необходимой законодательной базы для проведения нового референдума о независимости в целях сохранения Шотландией членства в Евросоюзе.

## Население

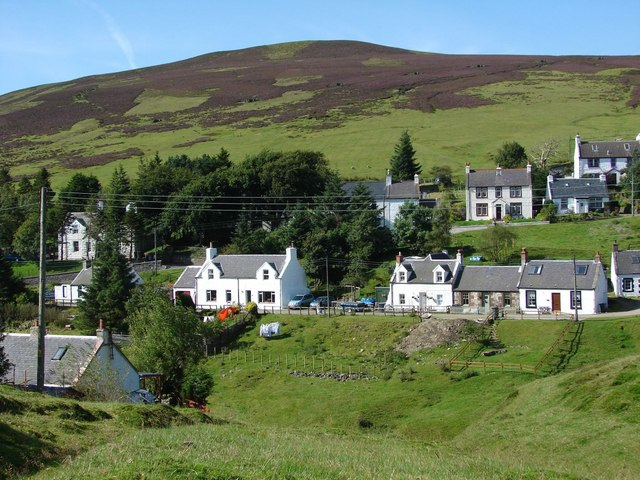
Деревня в Шотландии

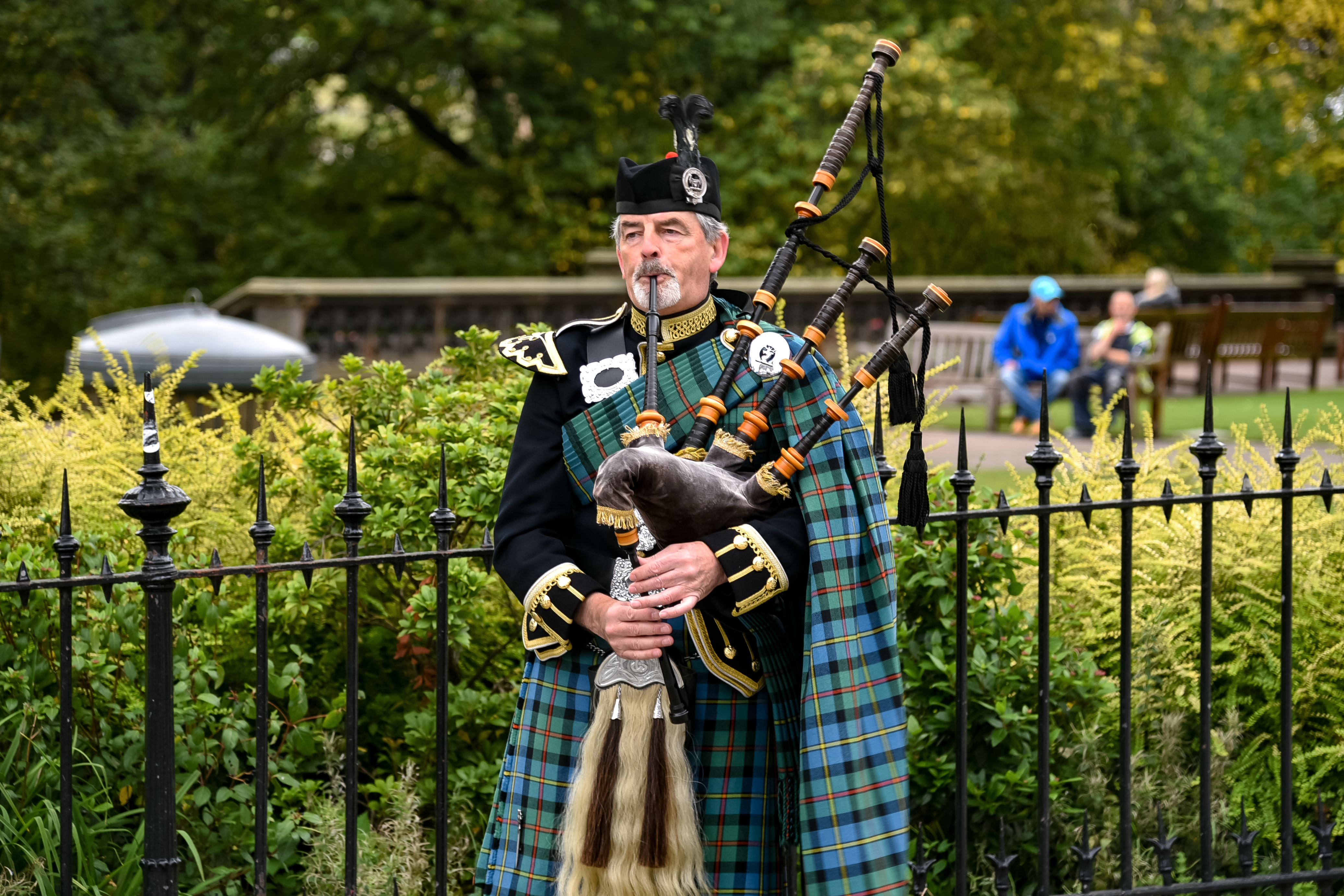
Шотландец, носящий килт и играющий на волынке

По результатам переписи 2011 г. население Шотландии составляет 5,295 млн чел. Если бы Шотландия была независимым государством, она занимала бы 113 место по численности населения в мире. Шотландцы составляют 84 %, англичане — 7,9 %, переселенцы из различных стран Европы — 217 тыс. чел., или 4,1 % (из них ирландцы 54 тыс. чел., поляки — 61 тыс. чел.). В сумме население европейского происхождения составляет 96 %. Выходцы из стран Азии — 141 тыс. чел., или 2,7 % (в том числе пакистанцы — 49 тыс. чел., китайцы и индийцы — по 33 тыс. чел.), выходцы из Африки, Вест-Индии, арабы и прочие — 80 тыс. чел., или 1,5 %.
В XVIII—XIX вв. Шотландия была регионом массовой эмиграции, поэтому в настоящее время значительное число потомков шотландцев живут за рубежом. В США, согласно переписи 2010 г., проживает 8,718 млн американцев шотландского и шотландско-ирландского (то есть шотландцы из Ольстера) происхождения. Перепись населения Канады в 2016 г. показала наличие 4,799 млн канадцев шотландского происхождения (13,93 % населения). Кроме того, шотландцы живут в Австралии (до 2 млн чел., или 10 %), Новой Зеландии (0,7 млн чел., или 17 %), ЮАР, Аргентине, Чили.
По данным Национальной статистической службы Великобритании (2014), 45 % населения Шотландии в возрасте от 25 до 64 лет имеют высшее и послевузовское образование, что является едва ли не самой большой долей среди всех стран мира.

### Языки

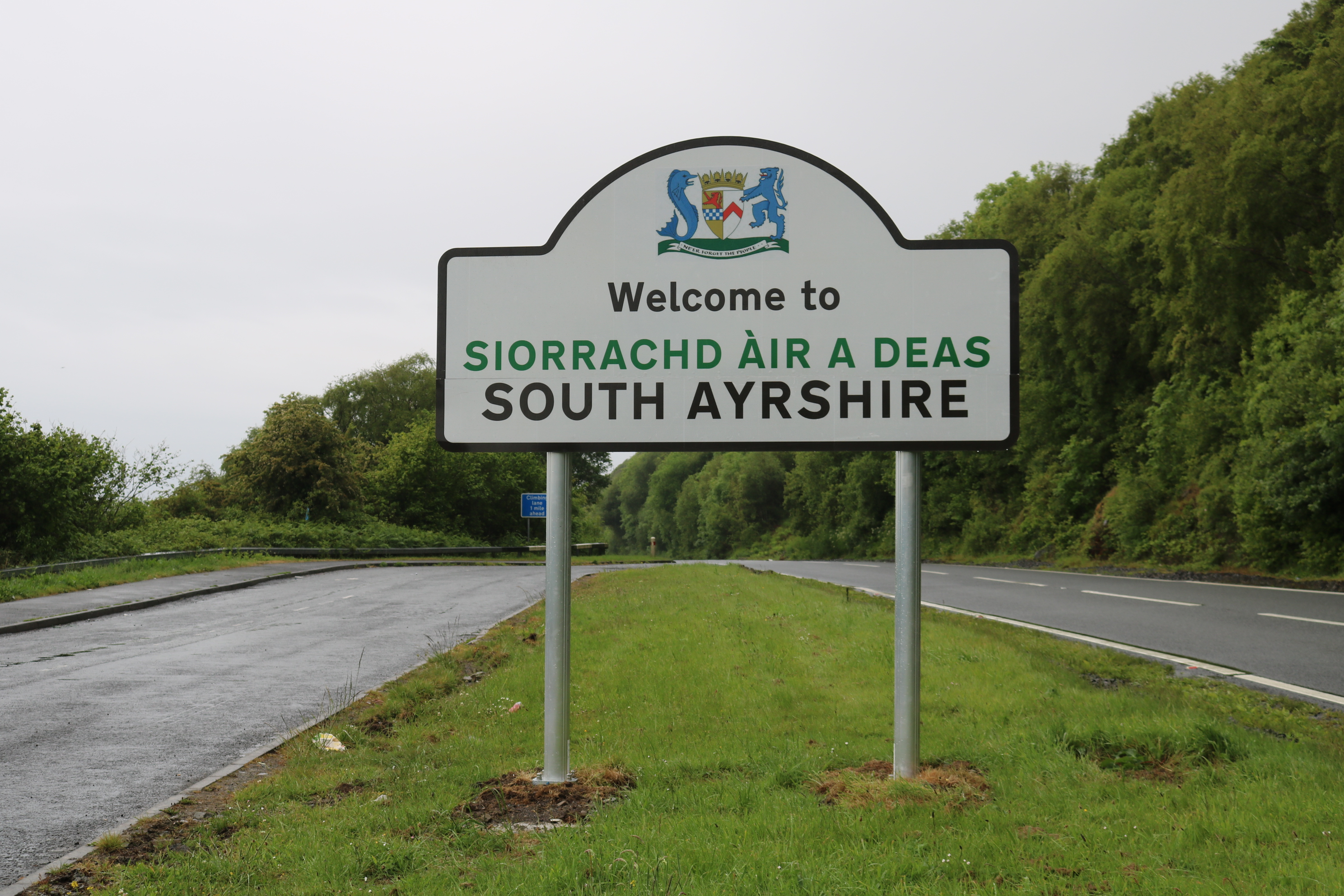
Двуязычный дорожный указатель (на кельтском шотландском языке и английском)

В настоящее время в Великобритании нет официально принятого государственного языка, однако на территории Шотландии используются три языка — английский (который де-факто является основным), шотландский гэльский и англо-шотландский (скотс). Шотландский гэльский и англо-шотландский языки были официально признаны в 1992 г. Европейской хартией региональных языков и языков меньшинств, которую в 2001 г. ратифицировало правительство Великобритании.
Шотландский германский язык (скотс) не следует путать с шотландский диалектом английского языка.
Шотландский кельтский язык (называемый также гэльским, что происходит от названия населения Шотландии до прихода германцев — гэлов) — один из кельтских языков, родственный ирландскому и мэнскому; в настоящее время он используется в основном на севере страны — в пределах Шотландского нагорья и на Внешних и Внутренних Гебридских островах. Телеканал «BBC» имеет отдел «BBC Alba» («BBC Шотландия»), вещающий на этом языке.

### Вероисповедание
По данным 2011 г., 53,8 % населения — христиане. Большинство составляют приверженцы национальной церкви Шотландии, организованной по пресвитерианскому типу — 32,4 %. 15,9 % населения Шотландии составляют приверженцы Римско-Католической Церкви, другие христиане — 5,5 %. Мусульмане, буддисты, иудеи и прочие — 2,5 %. Остальные 43,7 % жителей — атеисты и не определившиеся.

### Здравоохранение
За здравоохранение в Шотландии отвечает Министерство правительственного здравоохранения и социального обеспечения, управляющее Национальной службой здравоохранения.

## Политическая система

Шотландский вариант королевского герба Великобритании

Образовав совместно с Англией Соединённое Королевство (путём подписания международного Договора об Унии в 1706 году), Шотландия в настоящий момент является автономией, пользующейся ограниченным народным суверенитетом. Данный статус основывается на Арбродской декларации 1320 года и связанном с ней законе 1689 года, подтверждённом в 1989 году квазиюридической «Ссылкой на наличие права» (англ. Claim of Right 1989), и признанным резолюцией Парламента Великобритании от 4 июля 2018 года.

Начиная с 1603 года, главой государственной власти в Шотландии является Корона, представленная британским монархом. В настоящий момент, в силу наличия отдельной правовой системы в Шотландии, а также принципа раздельного суверенитета Короны, подтверждённого судебной прецедентной практикой английского права, король Великобритании Карл III является главой государственной власти Шотландии «в праве Шотландии». Хотя Корона Шотландии юридически является отдельной от Короны Великобритании (во всех сферах компетенции Парламента Шотландии), Шотландия не является независимым государством в смысле международного права. Первый министр Шотландии, приносит присягу народу Шотландии и монарху: 
«ШНП дает клятву верности народу Шотландии, в соответствии с конституционным обычаем Шотландии о народном суверенитете шотландцев»
«Я, торжественно, искренне, честно объявляю и подтверждаю, что буду предан и лоялен Её Величеству Королеве Елизавете и её наследникам, в соответствии с законом» 

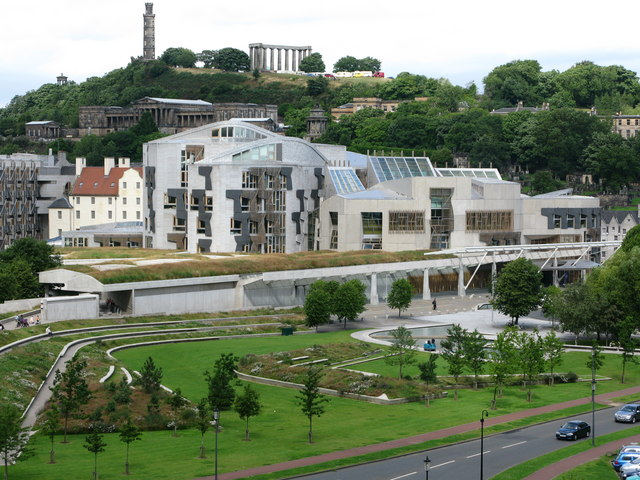
Здание парламента Шотландии

Законодательный орган — Парламент Шотландии (гэльск. Pàrlamaid na h-Alba), состоящий из 129 членов Парламента Шотландии (гэльск. Ball Pàrlamaid na h-Alba), избираемых населением Шотландии, одного из которых Парламент избирает Председательствующим Офицером Парламента Шотландии (гэльск. Oifigear-Riaghlaidh) и двоих — заместителями Председательствующего Офицера Парламента Шотландии.
Исполнительный орган — Правительство Шотландии (гэльск. Riaghaltas na h-Alba), состоящее из Первого министра Шотландии (гэльск. Prìomh Mhinistear na h-Alba), Заместителя Первого министра Шотландии (гэльск. Leas-Phrìomh Mhinistear na h-Alba), 8 кабинет-секретарей Шотландии и 10 младших министров Шотландии.

## Правовая система и правоохранительные органы
В соответствии с Договором об Унии 1706 года, правовая система Шотландии осталась неизменной и независимой от системы aнглийского права. Высшая судебная инстанция Шотландии — Высокий суд юстициариев (по уголовным делам) и Сессионный суд (по гражданским делам). Суды апелляционной инстанции — шерифские суды (Sheriff Court), суды первой инстанции — окружные суды (District Courts of Scotland), низшее звено судебной системы — мировые судьи (Justice of the Peace Courts).
В декабре 2020 года шотландский Парламент принял закон о сохранении существующей на момент выхода из ЕС законодательной базы ЕС в рамках внутреннего права Шотландии.
Полиция Шотландии (англ. Police Scotland, гэльск. Poileas Alba, полное наименование — англ. Police Service of Scotland — «Полицейская служба Шотландии») является национальной службой правопорядка в стране и была образована в 2013 году в результате соответствующих реформ, проводимых правительством Шотландии в рамках деволюции.

## Административное деление

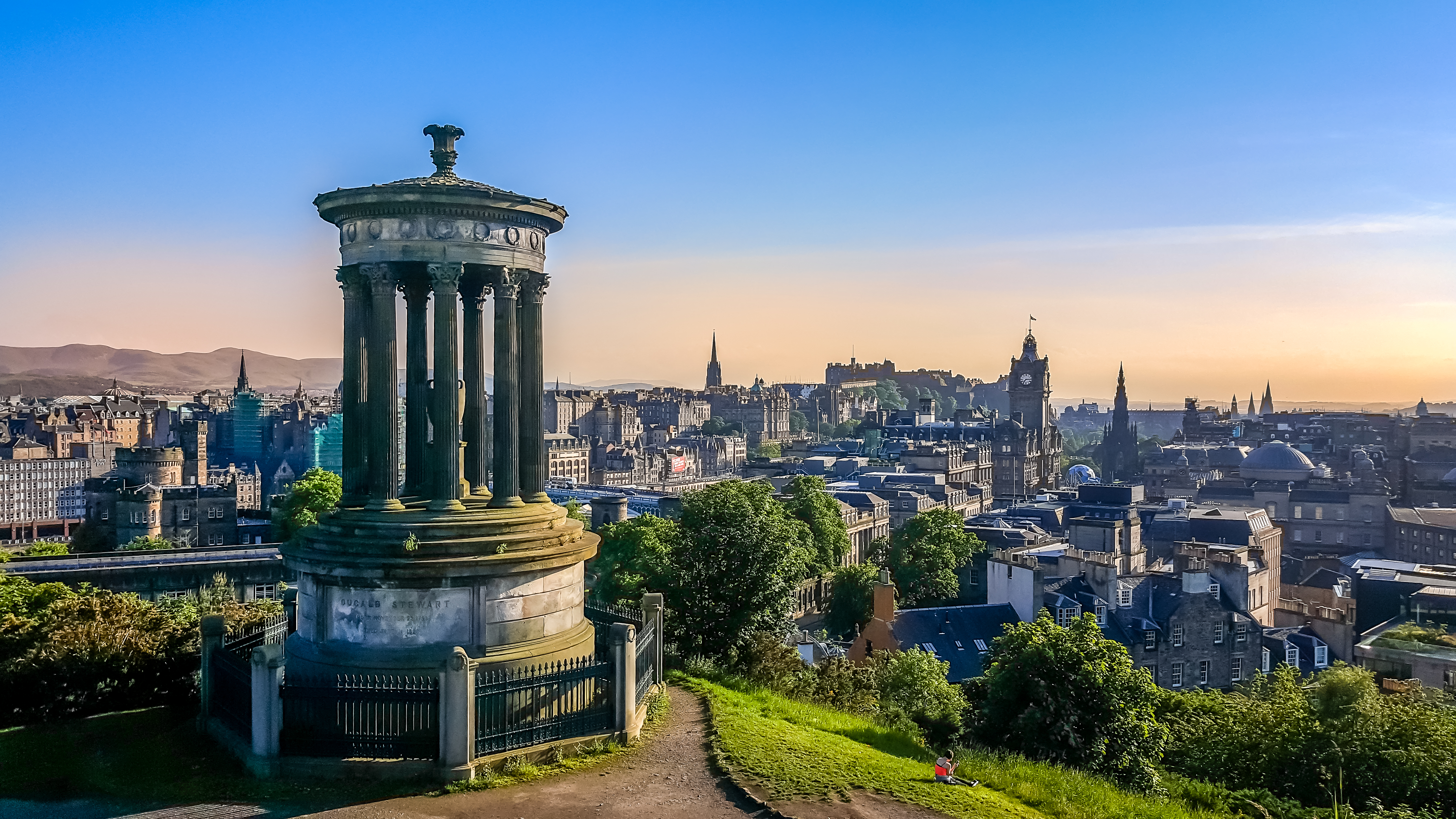
Эдинбург — столица Шотландии

Исторически административно-правовое деление Шотландии включало графства, области, округа, приходы, владения мормэров и другие административные единицы. Названия этих исторических областей до сих пор иногда употребляется в географических справочниках.
В 1996 году решением Парламента Великобритании Шотландия была разделена на 32 округа (муниципалитета) (англ. Council area), чьи муниципальные советы отвечают за работу всех местных служб. Районные советы (англ. Community council) являются неформальными организациями, представляющими муниципалитеты.
С точки зрения Парламента Шотландии существует 73 избирательных округа и 8 регионов. Для Британского Парламента существует 59 избирательных округов. Работа пожарных и полицейских служб базируется на делении Шотландии, введённом в 1975 году. У скорой помощи и почты уже давно существуют свои способы деления Шотландии на районы.
Городской статус в Шотландии подтверждается специальной патентной грамотой. Всего в Шотландии насчитывается 6 городов: Абердин, Данди, Эдинбург, Глазго, Стерлинг и, с недавних пор, Инвернесс.

## Экономика
За последние 40 лет в секторной направленности экономики Шотландии резко обозначился переход от трудозатратных отраслей тяжёлой промышленности к высоким технологиям, финансовому сектору и производству потребительских товаров. Основными отраслями экономики Шотландии на сегодняшний день являются добыча газа и нефти, производство виски и джина, лесная промышленность, туризм, рыболовство и аквакультура, финансовая сфера, информационные технологии, а также индустрия компьютерных игр. По предварительной оценке на 2015 год, совокупность природного капитала Шотландии составляла около 273 млрд фунтов стерлингов, или 34 % от природного капитала всей Великобритании.

### Добыча полезных ископаемых

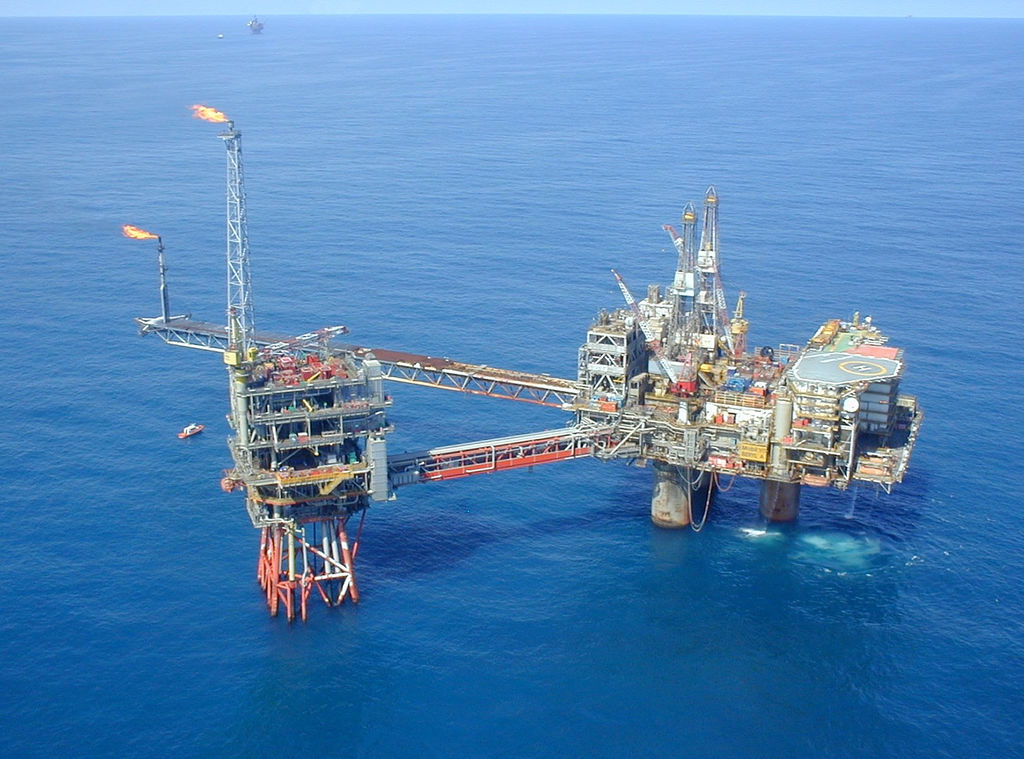
Нефтяная платформа в Северном море

Начиная с 1970-х производится добыча нефти на шельфе Северного моря. По системе трубопроводов и танкерами нефть и природный газ из месторождений Северного моря и Северной Атлантики поступает в нефтяной терминал «Саллом-Во», где загружается в танкеры в порту терминала для дальнейшей транспортировки. С 1964 года, когда британское правительство выдало первую лицензию на разработку месторождений Северного моря, из него было добыто порядка 40 млрд тонн нефти. Совокупный доход от нефтедобычи и смежных отраслей составляет более 10 % ВВП страны. Оставшиеся запасы, разработка которых ещё не началась, оценивались на 2014 год в 24 млрд тонн, что соответствовало примерно 30-40 годам добычи. В стране действует один НПЗ с общей мощностью около 20 млн т в год, расположенный в Грейнджмуте, в устье реки Форт, а также завод по переработке газового конденсата компании Shell, в Моссморанне (Файф).

### Энергетика

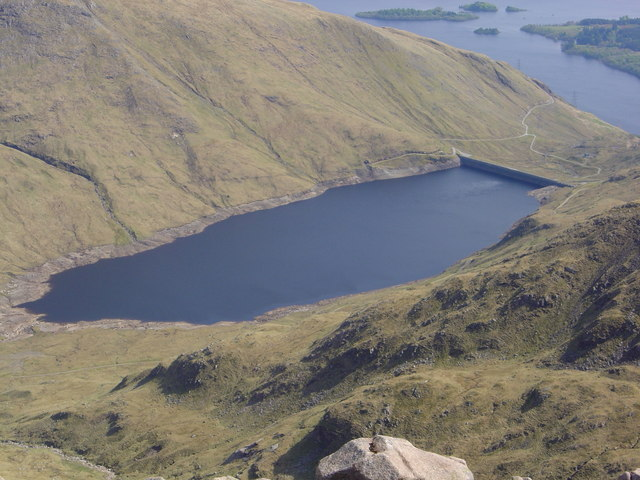
Резервуар ГАЭС Круахан (Cruachan Dam) в округе Аргайл-энд-Бьют.

Шотландия является наиболее развитым в мире рынком возобновляемой электроэнергии, выработанной посредством волн и приливов. В Шотландии установлены самые большие приливные турбины, вырабатывающие более трети этого вида энергии в ЕС. В 2011 году правительство Шотландии утвердило план возведения приливной электростанции в проливе Айлей (англ. Sound of Islay) между островами Айлей и Джура. К 2017 году более 68 % вырабатываемой энергии в стране производилось из возобновляемых источников.

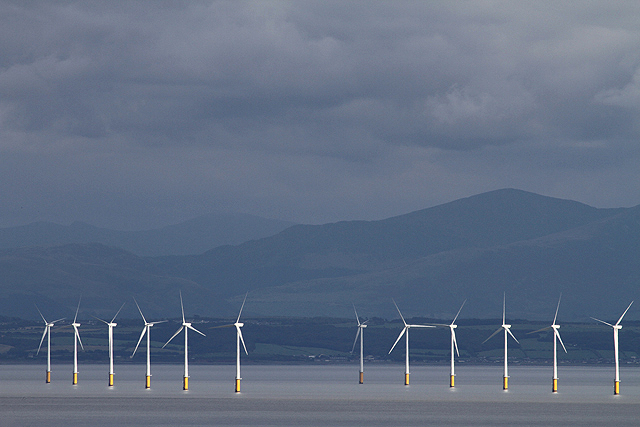
Ветряная электростанция Робин Ригг у побережья Шотландии

На территории Шотландии находятся две действующих атомных электростанции Хантерстон B и Торнесс.
В территориальных водах Шотландии также расположена первая в мире плавучая ветряная электростанция Hywind, мощностью в 30 МВт, построенная и принадлежащая компаниям Statoil (75 %) и Masdar (25 %).

### Производство виски
Экспорт шотландского виски ежегодно даёт бюджету £4 млрд ($5,3 млрд). После проведения референдума по выходу Великобритании из ЕС в августе 2016 года, продажи шотландского виски за рубеж резко подскочили благодаря падению курса фунта стерлингов — рост составил от 30 до 40 %.

### Рыболовство и аквакультура
Рыболовство и аквакультура представляют важную составляющую экономики Шотландии, дающую занятость населению в удалённых районах севера и островных общинах. Вылов рыбы в 2016 году насчитывал 210 тыс. т. Шотландия занимает третье место среди крупнейших мировых производителей лосося, а его производство на аквафермах в 2016 году оценивалось Шотландским правительством в 177 тыс. т. Также на аквафермах разводят радужную форель (492 т. в 2015 году) и устрицы.

### Финансовый сектор
На Шотландию приходится около 8 % финансового рынка Великобритании, что делает её третьим региональным центром (после Лондон-сити и юга Англии) по объёму экспорта финансовых услуг в Великобритании. По предварительной оценке на 2017 год, на долю Шотландии приходилось 8,2 % всех зарегистрированных в Великобритании иностранных компаний (исключая банковский сектор и сектор услуг), которые дали около 86 млрд фунтов стерлингов (9 %) в совокупный ВНП страны.

### Индустрия компьютерных игр
В Шотландии расположено около 91 компаний (9,5 % всех компаний из этого сектора по Великобритании), которые занимаются разработкой, тестированием и продвижением на рынок компьютерных видеоигр и игровых приложений.
Главный офис игровой студии Rockstar North, разработчика игр серии Grand Theft Auto, расположен в Эдинбурге.

### Космическая промышленность
Начиная с 2010 года, целый ряд исследовательских стартапов в Глазго занят разработкой и запуском наноспутников. Для их предполагаемых запусков непосредственно с территории Шотландии ведутся испытания первых суборбитальных ракето-носителей. В 2021 году началась подготовка и планирование строительства первых космических центров запуска малых ракет на севере Сатерленда, а также на о-ве Унст в Шетланском архипелаге.

## Банковская система

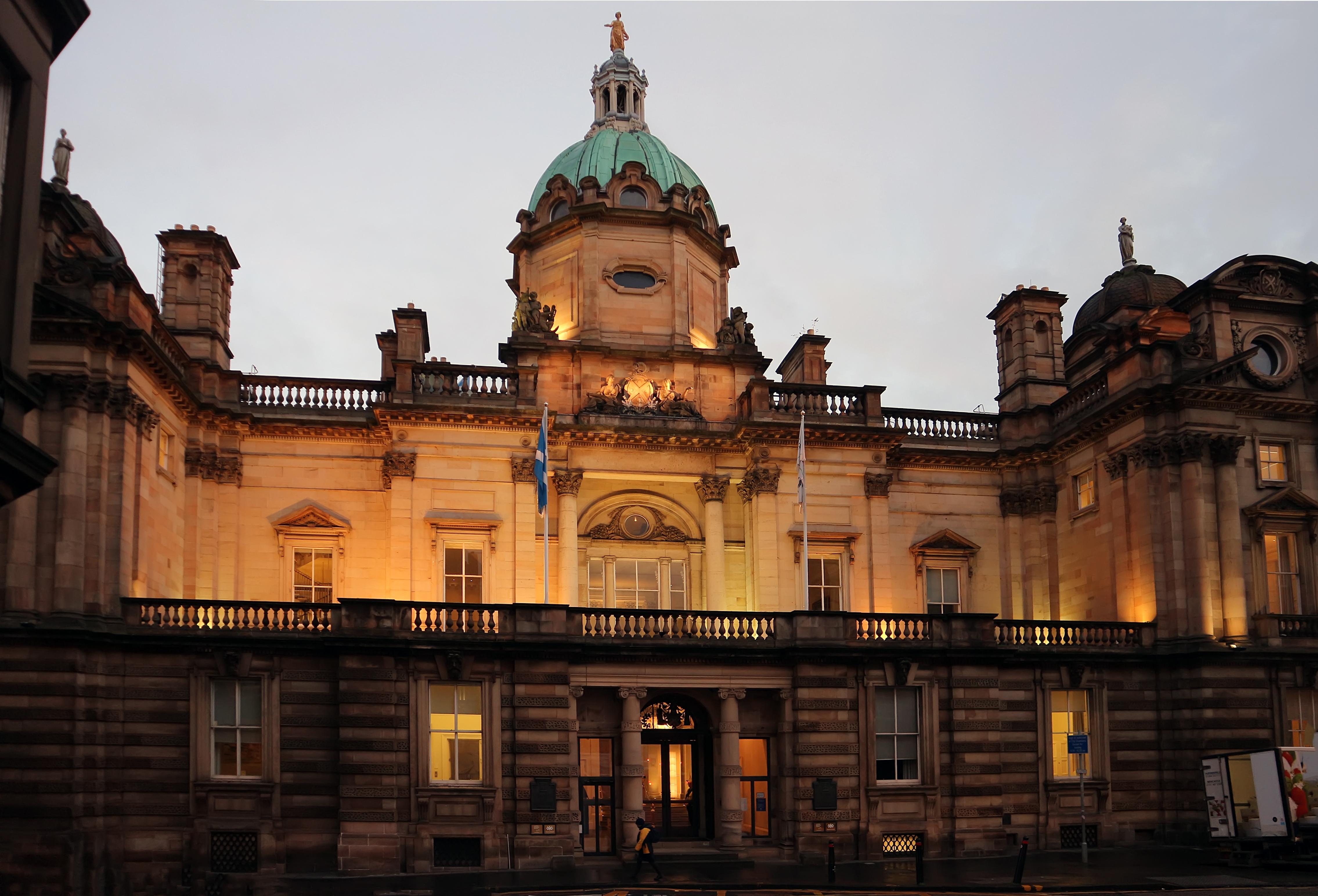
Музей денег и чеканки монет на Маунде

Исторически развитие банковской сферы в Шотландии происходило независимым образом от Англии. Во времена Шотландского королевства доминировала практика выдачи банкам разрешительных концессий. Банк Шотландии (Bank of Scotland), основанный группой шотландских торговцев в 1695 г. год спустя после учреждения Банка Англии, в течение 21 года владел монопольными правами эмиссии денег, вручёнными ему в соответствии с законодательным актом Шотландского Парламента. В 1727 году второй банковский патент был вручён Королевскому Банку Шотландии (Royal Bank of Scotland). К 1826 году, помимо трёх неавторизированных банков (с 134 отделениями), в Шотландии существовало ещё 22 акционерных банка (с 97 отделениями) и 11 частных банков.
Закон Великобритании о банковском патенте предоставлял шотландским банкам, существовавшим до его принятия, право эмиссионной деятельности, ограниченной условиями Банка Англии. Принятым год спустя Шотландским Законом о банкнотах (Bank Notes (Scotland) Act 1845), фидуциарная эмиссия каждого из них ограничивалась средним уровнем предыдущего года, но, в отличие от английских банков, шотландские имели право на выпуск банкнот и свыше этого фиксированного предела, в той мере, в какой они были в состоянии полностью обеспечивать дополнительные банкноты золотом. Кроме того, вопреки положениям общебританского Закона о банковском патенте 1844 года, по шотландской версии закона 1845 года, в случае слияния двух банков они удерживали за собой права на фидуциарную эмиссию в объёме, равном сумме их индивидуальных эмиссий.
В настоящее время, в соответствии с последним законом о банковской деятельности 2009 года, который, помимо прочего, закрепляет правовые основы эмиссии банкнот банками Шотландии (и Северной Ирландии), право выпускать в обращение собственные банкноты имеют три авторизованных банка: Банк Шотландии, Королевский Банк Шотландии и Клайдсдейл Банк. Действующее банковское законодательство предусматривает обязанность авторизованных банков создавать обеспечительные активы по курсу один к одному. При этом, по крайней мере 60 % обеспечительных активов банка, которые он образует в отношении своих банкнот, находящихся в обращении, должны состоять из банкнот Банка Англии и монет Соединённого Королевства и должны быть размещены в Банке Англии.
Банкноты авторизованных банков Шотландии эмитируются в национальной валюте, то есть в фунтах стерлингов. Также с 2006 года были введены монеты, на которых изображены шотландские правители.

## Культура
Шотландия знаменита своей национальной мужской одеждой — килтом, который имеет множество расцветок (тартанов); изделиями из твида —  шерстяной ткани, обретшей популярность среди сельского населения и аристократии в XVIII веке (см. например, Харрис твид). Кроме того, в Шотландии развито рукоделие.
Фольклор: см. Категория:Фольклор Шотландии

### Музыка и танцы
Из народных инструментов самый известный — великая хайлендская волынка.
Среди шотландских танцев известны шотландские бальные танцы и сольные «хайланд». В народе всё ещё исполняются праздничные, социальные танцы «Кейли».
Известным современным музыкантом и композитором шотландского происхождения является уроженец Глазго основатель и лидер рок-группы Dire Straits Марк Нопфлер, ныне занимающийся сольными проектами.
Группы Nazareth, Alestorm, Mogwai, The Fratellis, Simple Minds, Franz Ferdinand, Runrig тоже родом из Шотландии.
Известная панк-группа The Exploited — родом из Шотландии. Самой известной шотландской альтернативной группой является Primal Scream.
Музыканты легендарной австралийской группы AC/DC Ангус и Малькольм Янги, а также ныне покойный Бон Скотт — шотландцы по национальности и уроженцы Шотландии.
Ежегодно проводятся фестивали народной музыки Celtic Connections в Глазго и «Гебридский кельтский фестиваль» в Сторновее.

### Литература

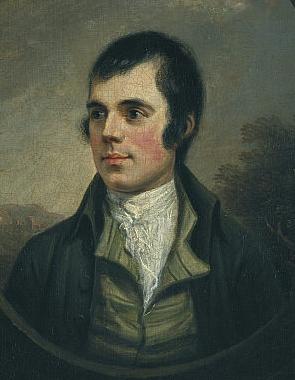
Роберт Бёрнс

### Театр
- см. Политическая драма#Шотландский политический театр